# Basilique de la Résurrection-du-Christ de Kaunas
L'église de la Résurrection du Christ est une basilique catholique située dans la ville de Kaunas en Lituanie.
C'est la plus haute église de la ville et comme elle est construite en haut d'une colline, elle peut être vue de nombreux endroits
C'est la plus grande basilique des pays baltes. 

## Histoire
Après l'avènement de l'indépendance de la Lituanie en 1922, il est décidé pour remercier Dieu et aussi pour créer un panthéon national, de construire une grande église à Kaunas, alors capitale provisoire du pays.
Un concours d'architecte est organisé, et les plans de Karolis Reisonas d'inspiration Art déco et fonctionnaliste sont choisis. 
La construction commence en 1934 avec la pose d'une pierre provenant du mont des Oliviers à Jérusalem. Les travaux sont arrêtés lors de l'invasion soviétique de 1940. À ce moment, l'église est presque terminée et atteint sa pleine hauteur.
En 1952, une usine de radio est installée dans la nef de l'église sur l'ordre de Staline.
En 1988, le bâtiment est restitué à l'Église catholique mais la construction, un temps reprise, s'arrête à plusieurs reprises faute d'argent. L'église est consacrée en 2004 et les travaux sont finalement achevés en 2005.
En 2015, l'église reçoit le titre de basilique mineure par la décision du pape François.

## Dimensions
Les dimensions de l'édifice sont les suivantes ;
- Hauteur de la nef : 30 m
- Longueur : 69 m
- Hauteur de la tour : 70 m
- Largeur : 26 m
- Capacité d'accueil ; 5 000 personnes (plus 2 000 personnes sur le toit)

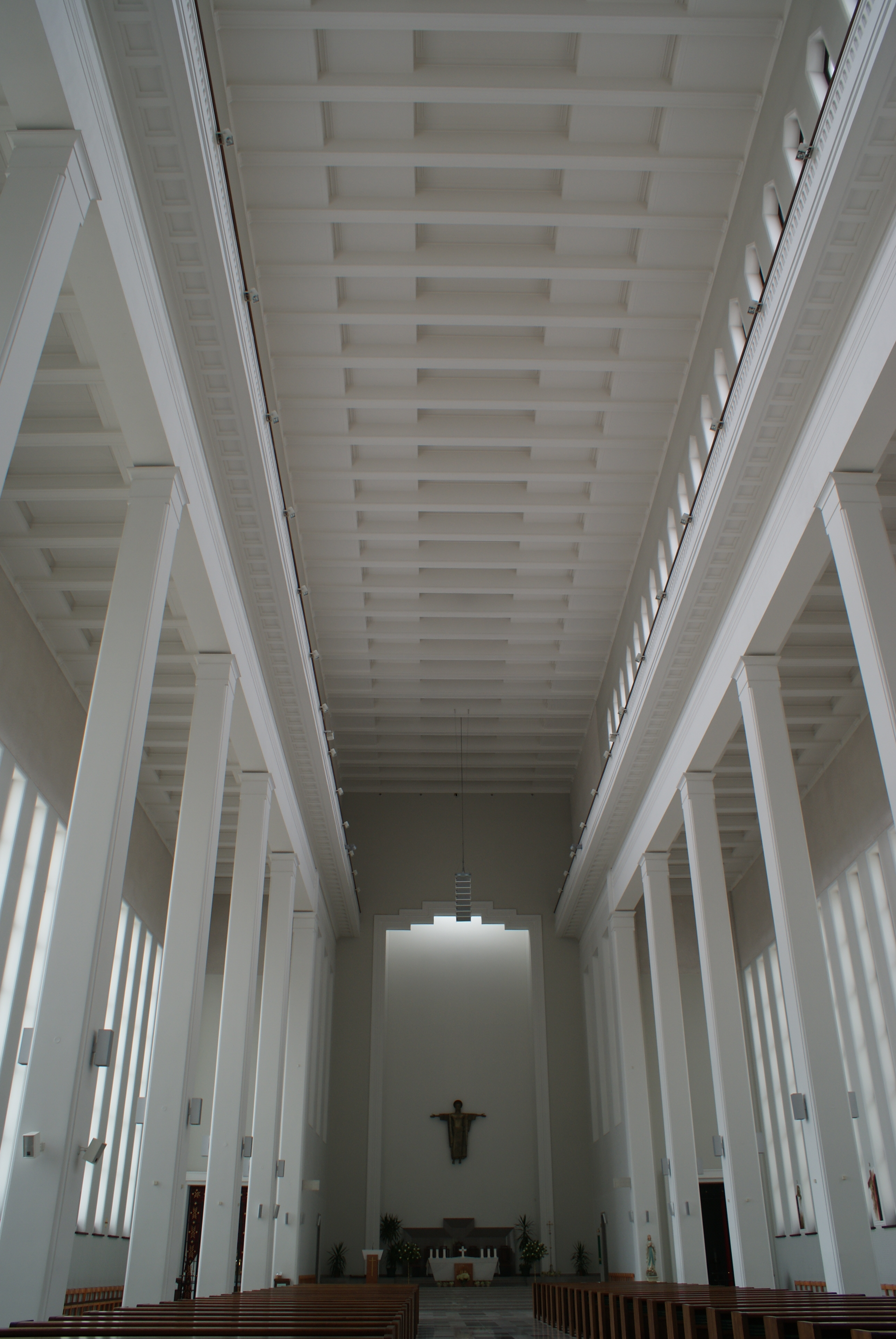
Intérieur de la basilique